# Palembang
Palembang je město na ostrově Sumatra v Indonésii. Je hlavním městem provincie Jižní Sumatra. Má 1,5 miliónu obyvatel.
V minulosti byl metropolí hinduisticko-buddhistické říše Šrívidžaja. Po útocích jihoindického státu Čóla, zvláště roku 1025, město začalo upadat a ztrácelo význam. Centrum Šrívidžaji se přesunulo na sever do Jambi.

Palembang v provincii Jižní Sumatra

Ve městě se zachovaly stavby z období nizozemské nadvlády.

## Sport
Konaly se zde fotbalové zápasy Mistrovství Asie ve fotbale 2007. V roce 2018 zde proběhl osmnáctý ročník Asijských her.

## Partnerská města
- Barcelona, Španělsko
- Bělgorod, Rusko
- Benátky, Itálie
- Curych, Švýcarsko
- Denpasar, Indonésie
- Frankfurt nad Mohanem, Německo
- Haag, Nizozemsko
- Irkutsk, Rusko
- Kao-siung, Tchaj-wan
- Makassar, Indonésie
- Malakka, Malajsie
- Manchester, Spojené království
- Marseille, Japonsko
- Miláno, Francie
- Moskevská oblast, Rusko
- Ósaka, Japonsko
- Petrohrad, Rusko
- Pusan, Jižní Korea
- Rotterdam, Nizozemsko
- San Francisco, USA
- Sapporo, Japonsko
- Semarang, Indonésie